# نمی‌دونم
« نمی‌دونم» تک‌آهنگی از هنرمند اهل کانادا سلین دیون است که در ۲ اکتبر ۱۹۹۵ منتشر شد.